# Sainte-Balbine (titre cardinalice)
D'après Kirsh, le titre cardinalice qui apparaît comme sous le nom de Sainte-Balbine lors du synode de 595 serait le même désigné Tigridæ durant celui de 499. Selon Cristophori, le titre de Tigridæ fut supprimé par le pape Grégoire Ier et remplacé par celui de Saint-Sixte aux alentours de l'an 600. Sur la base du catalogue de Pietro Mallio, compilé sous le pontificat d'Alexandre III, le titre dépendait de la basilique Saint-Paul-hors-les-Murs et ses prêtres célébraient la messe à tour de rôle. L'église à laquelle se rattache le titre cardinalice est très ancienne, remontant, probablement, au IVe siècle ; elle fut bâtie sur la maison du consul Lucius Fabius Cilo Septiminus.

## Titulaires
- Pierre (590-?)
- Grégoire (745- avant 761)
- Grégoire (761-?)
- Paul (853- avant 867)
- Paul (?) (867- avant 872)
- Benoît (872-?)
- Léon (964-?)
- Guido, O.S.B. (1099- vers 1120)
- Adoaldo (ou Othaldo, ou Odoaldo, ou Odalo) (1120- vers 1124)
- Grégoire (1125-?)
- Tommaso da Capua (1221-?)
- Simon d'Armentières (ou Simon de la Charité), O.Cist. (1294-1297)
- Eleazario da Sabrano (1378-1379)
- Bandello Bandelli (1408-1416)
- Guglielmo Carbone (1411-1418), pseudocardinal de l’antipape Jean XXIII.
- John Kemp (1440-1452)

- Vacance (1452-1467)

- Amico Agnifilo della Rocca (1467-1469)

- Vacance (1469-1473)

- Giovanni Battista Cibo (ou Cybo) (1473-1474), élu pape sous le nom d'Innocent VIII.
- Girolamo Basso della Rovere (1477-1479)

- Vacance (1479-1484)

- Juan Margarit i Pau (mars-novembre 1484)

- Vacance (1484-1500)

- Juan de Vera (1500-1507)
- Francisco Jiménez de Cisneros, O.F.M. (1507-1517)
- Adrien Gouffier de Boissy (1517-1520)
- Giovanni Piccolomini (1521-1524)

- Vacance (1524-1535)

- Girolamo Ghinucci (ou Ginucci) (1535-1537)
- Gasparo Contarini (1537-1539)
- Pierpaolo Parisio (1540-1545)
- Jacopo Sadoleto (1545)
- Othon Truchsess de Waldbourg (1545-1550)
- Pedro Pacheco de Villena (1550-1557)
- Laurent Strozzi (1557-1571)
- Gaspar Cervantes de Gaete (1572-1575)
- Gaspar de Quiroga y Vela (1578-1594)
- Pompeo Arrigoni (1596-1616)
- Antonio Zapata y Cisneros (1616-1635)
- Alfonso de la Cueva (1635-1644)
- Juan de Lugo, Compagnie de Jésus (1644-1660)
- Pasquale d'Aragona (1661-1677)
- Lazzaro Pallavicino (1677-1680)

- Vacance (1680-1687)

- José Sáenz de Aguirre, O.S.B. (1687-1694)
- Ferdinando d'Adda (1696-1714)
- Antonfelice Zondadari (1715-1731)
- Girolamo Grimaldi (1731-1733)
- Thomas-Philippe d’Hénin-Létard d’Alsace-Boussut de Chimay  (1733-1752)

- Vacance (1752-1760)

- Girolamo Spinola (1760-1775)

- Vacance (1775-1782)

- Alessandro Mattei (1782-1786)
- Antonio Felice Zondadari (1801-1823)
- Ercole Dandini (1823-1840)
- Silvestro Belli (1841-1844)
- Giacomo Piccolomini (1846-1847)
- Giuseppe Pecci (1850-1855)
- Enrico Orfei (1858-1870)
- Giuseppe Andrea Bizzarri (1875-1877)
- Giacomo Cattani (1880-1887)
- Amilcare Malagola (1893-1895)
- Donato Maria dell'Olio (1901-1902)

- Vacance (1902-1916)

- Auguste-René-Marie Dubourg (1916-1921)
- Jean Verdier, Compagnie des prêtres de Saint-Sulpice (1929-1940)
- Clément Roques (1946-1964)
- Léon-Étienne Duval (1965-1996)
- Péter Erdõ (2003-2023)

## Sources
- (it) Cet article est partiellement ou en totalité issu de l’article de Wikipédia en italien intitulé « Santa Balbina (titolo cardinalizio) » (voir la liste des auteurs).